# 賀承光
賀承光（1518年—1556年1月23日），字子謙，陝西西安府華州渭南縣人，軍籍，明朝政治人物。

## 生平
嘉靖二十二年（1543年）癸卯科陝西鄉試第九名舉人。嘉靖二十三年（1544年）中式甲辰科三甲進士。先后任行人、行人司副、刑部员外郎。因病辞官回乡，嘉靖三十四年腊月十二（1556年1月23日）嘉靖大地震中遇難。

## 家族
曾祖賀儒；祖父賀倉，封兵部主事；父賀府，兵部主事。母王氏（封安人）。具庆下。